# Бессознательное состояние
Бессозна́тельное состоя́ние (англ. unconsciousness) — состояние, противоположное сознательному состоянию, при котором человек не осознаёт окружающей действительности и/или не реагирует на внешнюю стимуляцию.
Бессознательное состояние не стоит путать с такими изменёнными состояниями сознания, как бред (человек частично воспринимает окружение),  сон или гипноз.

## Причины бессознательного состояния
Потеря сознания возникает по различным причинам. Её могут вызвать: переутомление, переохлаждение, перегревание, недостаток кислорода в воздухе, сильная боль, глубокое эмоциональное потрясение, обезвоживание организма (например, вследствие тяжёлого поноса, рвоты), нервное напряжение и т. д. Повреждение мозга может возникнуть как в результате прямого воздействия — травмы головы, кровоизлияния, электротравмы, отравления (в том числе и алкоголем), так и непрямого воздействия — недостаточного притока крови из-за кровотечения, обморока, шока, сердечных заболеваний или же торможения центра, управляющего кровообращением и находящегося в продолговатом мозгу, в результате его ранения. Потеря сознания может быть вызвана также недостатком кислорода в крови при удушье, отравлениях, при нарушениях обмена веществ, например, при лихорадке, диабете. Мозг поражается также при воздействии тепла и холода — при тепловом ударе, замерзании.
Потеря сознания проявляется весьма широкой шкалой симптомов, начиная от шока, обморока и кончая состоянием клинической смерти. Часто потеря сознания является первым признаком серьёзного заболевания.

## Типы потери сознания

### Кратковременная потеря сознания
Такая потеря сознания, в большинстве случаев, не несёт в себе опасность для жизни больного, проходит в промежуток времени в определённое количество часов, без каких-то серьёзных последствий и врачебного вмешательства.
- Обморок;
- Эпилепсия;
- Временное понижение уровня глюкозы в крови — гипогликемия у здорового человека;
- Преходящие нарушения мозгового кровообращения, например, из-за недостатка кислорода в воздухе, переутомлении;
- Сотрясение головного мозга.

### Потеря сознания с тяжёлыми расстройствами жизненно важных функций
Такая потеря сознания грозит больному почти всегда серьёзными осложнениями и/или смертельном исходом, иногда даже в том случае, если реанимационные действия проведены вовремя и начато своевременное правильное лечение.
- Обширное кровоизлияние в мозг (например, вследствие абсцесса, разного рода опухолей);
- Остановка или угрожающие жизни нарушения сердечного ритма (например, вследствие инфаркта миокарда);
- Разрыв аневризмы аорты;
- Обширный инсульт;
- Различные виды шока;
- Тяжёлая черепно-мозговая травма;
- Острые отравления организма;
- Тромбоэмболия лёгочной артерии;
- Повреждения жизненно важных органов вследствие их травмы или ранения;
- Обильная кровопотеря;
- Диабетическая кома;
- Разного рода асфиксия.

### Усугубляющаяся потеря сознания
Такая потеря сознания часто возникает постепенно и неуклонно усугубляется по мере нарастания нарушений функций мозга.
- Кома

## Симптомы бессознательного состояния
Потеря сознания — это состояние, возникающее при поражении центра сознания — мозга. Находящийся в бессознательном состоянии пострадавший лежит без движений (чаще всего горизонтально), не отвечает на вопросы, ничего не слышит, не воспринимает окружающее (полная дезориентация во времени и пространстве) и не осознает, что с ним происходит, болевая чувствительность резко снижена или отсутствует, мышцы резко расслаблены, вследствие чего часто при потере сознания происходит непроизвольное мочеиспускание, реже — дефекация, неврологические рефлексы могут не наблюдаться или быть резко снижены, могут иметь место судороги или подёргивания отдельных мышц. Глаза закатившиеся, зрачки расширены и имеется снижение их реакции на свет (в случае клинической смерти — отсутствие этой реакции). Иногда потеря сознания сопровождается резкой бледностью кожных покровов, до синюшности. Особенно это может быть заметно в области носогубного треугольника и под ногтями. Синюшность (цианоз) зависит от обеднения крови кислородом вследствие угнетения дыхательного центра и дыхательной недостаточности. В ряде случаев кожа больного может быть гиперемированной (покрасневшей), например при тепловом или солнечном ударе. Возможно появление на коже капелек пота. Артериальное давление в подавляющем большинстве случаев снижено.

## Первая помощь
При оказании первой помощи прежде всего необходимо устранить (если это возможно) все вредно действующие факторы (причины потери сознания), вынести пострадавшего из зоны действия электрического тока, из помещения, наполненного газом и т. д.
Следующей обязанностью оказывающих помощь является освобождение дыхательных путей; для этого пострадавшего следует уложить в правильном положении на боку, в случае необходимости вычистить полость рта салфеткой. При остановке дыхания и прекращении сердечной деятельности необходимо немедленно приступить к оживлению пострадавшего путём сердечно-лёгочной реанимации. Сразу же после восстановления дыхания и ритмической деятельности сердца пострадавшего следует доставить в лечебное учреждение. При транспортировке пострадавшего обязательно должен кто-либо сопровождать.
Если у человека есть самостоятельные дыхание и сердцебиение, то следует положить пострадавшего так, чтобы его голова была немного ниже туловища (усиливается приток крови к голове). Исключением из этого правила может быть только одно обстоятельство — носовое кровотечение или кровотечение из раны головы. Ослабить воротник, галстук, шарф, ремень, расстегнуть рубашку, освободить от стесняющей одежды. Обеспечить приток свежего воздуха, открыть окно, обмахнуть пострадавшего тканью. Дать понюхать нашатырный спирт. Если потеря сознания длится долгое время и/или её симптомы выглядят угрожающе, срочно доставьте больного в стационар.
Человеку, потерявшему сознание, нельзя давать пить никаких напитков и пытаться его кормить. Потерявший сознание не может глотать, поэтому, наливая жидкость или же заталкивая пищу, можно задушить пострадавшего. Ни в коем случае не оставляйте человека в бессознательном состоянии в одиночестве!
Следует помнить, что наибольшую непосредственную опасность для жизни пострадавшего при потере сознания представляет запавший язык, закупоривающий просвет дыхательных путей, и аспирация (вдыхание) рвотными массами, остатками пищи, водой, кровью, слизью, различными инородными телами. Лучшим положением для человека, потерявшего сознание, является так называемое стабилизированное, фиксированное положение на боку, не смещая голову, плечи и туловище относительно друг друга. Следует обратить внимание на то, что данный приём противопоказан при травмах шеи.

## Виды бессознательного состояния
- Оглушение — снижение уровня бодрствования, патологическая сонливость.
- Спутанное сознание — полусознательное состояние, помрачение, затемнение сознания, равнодушное отношение к окружающему, бред.
- Ступор — оцепенение.
- Сопор — отупление, абсолютная безучастность больного.
- Обморок — кратковременная потеря сознания.
- Кома — бессознательное состояние, вызванное нарушением функции ствола мозга.
- Вегетативное состояние — бессознательное состояние, характеризующееся полным угнетением функций ЦНС, мозга, при сохранении деятельности вегетативной нервной системы.